# Gedser Kirke
Gedser Kirke i Gedser er Danmarks sydligste kirke. Den blev tegnet af arkitekterne P.V. Jensen-Klint, der senere blev berømt for Grundtvigskirken, og Carl Andersen.
Gedser voksede hurtigt op efter 1886, hvor Sydbanens endestation og havnen for skibsforbindelsen med Tyskland blev lagt på strandbredden her i den sydligste udkant af Gedesby Sogn, 4 km fra Gedesby Kirke. I 1907 blev der nedsat en kirkekomité i Gedser, og palmesøndag 1915 kunne Gedser Kirke indvies.

## Inventar
Indvendigt er træhvælvinger opbygget som et omvendt træskib med spanter, inspireret af færge- og havnebyen. Inventaret er oprindeligt ret enkelt, men nøje gennemtænkt af Jensen-Klint. Skolebørnene var med til at samle ind til granitdøbefonten.
Det jødiske symbol, den syvarmede lysestage, er blevet til en Kristusforkyndelse: Fra den korte, træstammelignende fod stiger de skrå grene, livstræet, i spidse vinkler, men udfyldt af lodrette og vandrette linjer, der danner større og mindre kors.
Freskoen i apsis var der ikke penge til i starten, men med indsamling og gaver blev der i 1924 midler til – også på Jensen-Klints råd – at få den udført af en dengang ung og ukendt maler, den senere professor Elof Risebye.
Kirkeskibet er en gave fra den daværende overfartsleder, kaptajn I.C. Petersen, omkring 1923. Kirkeklokken er fra 1915 og har indskrift fra lignelsen om "det store gæstebud", Lukas 14,17 "Kom, for nu er det rede."
Et gammelt sagn fortæller, at den dag en kirke står færdigbygget i Gedser, vil havet skylle byen bort. Derfor mangler der et ukendt sted en sten, således at kirken aldrig er blevet "færdig".